# هيلين دوراند
هيلين دوراند هي موضحة علمية ‏ وعالمة نبات بلجيكية، ولدت في أغسطس 1883، وتوفيت في أغسطس 1934.